# Mário de Castro
Mário de Castro (Formiga, 30 de junho de 1905 — Belo Horizonte, 29 de abril de 1998) foi um futebolista e renomado médico brasileiro.

## Biografia
Mário de Castro nasceu em Formiga, no estado de Minas Gerais, em 30 de junho de 1905 e morreu em 29 de abril de 1998. Mário casou-se com uma das primeiras mulheres a se formarem em odontologia no país, dra. Maria de Lourdes Cavalcanti de Castro (que exerceu sua profissão até aposentar-se, mantendo seu próprio consultório), tiveram três filhos, Wander Mário (médico ainda em exercício) e Vanda Maria (contabilista aposentada), e o filho adotivo Tonico Rosa (já falecido).
Ainda acompanhava as partidas do Clube Atlético Mineiro pela Televisão, em seus últimos anos de vida, irritando-se profundamente quando percebia que um jogador não dava tudo de si.

## Carreira
Além de ser jogador de futebol, Mário exerceu a medicina em Formiga por 22 anos, prestando grandes serviços à população. Órfão de pai desde menino, foi criado com mais quatro irmãos por sua mãe viúva, dona Regina. Convicta de que seu filho deveria seguir uma carreira sólida, proibiu Mário de jogar futebol. O amor pelo futebol e o telento evidente eram tão grandes que, enquanto concluía os estudos de medicina, ele jogava escondido, usando um nome falso (Oriam, seu próprio nome invertido), para que sua mãe não descobrisse a falseta, ouvindo as partidas pelo rádio.

### Carreira como futebolista
Mário de Castro foi jogador do Clube Atlético Mineiro entre 1926 e 1931. Em sua partida de estréia no clube como atleta profissional marcou três gols contra o América-MG, principal adversário do Galo na época, jogo este vencido pelo Atlético Mineiro por 6x0, o jogo deu o título de campeão do campeonato mineiro de 1926 ao Atlético Mineiro.
Ficou no Atlético até 1931 e manteve o cetro de maior artilheiro da história do clube até 1974, quando foi superado por Dario José dos Santos, o Dadá Maravilha.
| “ | Mário de Castro nunca chutava uma bola fora | ” |

| “ | Ou o goalkeeper defendia, ou ela entrava. Nunca ia fora. | ” |

| “ | Ele dava um chute forte e a bola pegava um efeito tão impressionante que voltava para seus pés | ” |

| “ | Os outros tentavam fazer igual, mas ninguém conseguia. | ” |

Mário transformou-se em um grande futebolista mineiro graças a suas habilidades com a bola e em driblar os jogadores do time adversário.
Sua última partida foi um grande jogo. O Atlético perdia do Villa Nova por 3x0, quando no segundo tempo, Mário fez 4 gols, garantindo o título mineiro de 1931. No tumulto da comemoração, um diretor atleticano acabaria atirando em um torcedor do Villa Nova. Indignado, Mário de Castro resolveu encerrar a carreira, aos 26 anos. Com ele o Atlético fez história no futebol brasileiro.
Mário de Castro foi o primeiro jogador de um time mineiro e o primeiro jogador fora do eixo Rio-São Paulo a ser chamado para a Seleção Brasileira de futebol. O jogo de inauguração do Estádio de Lourdes, cuja grama ele ajudou a plantar, foi visto por um diretor da Confederação Brasileira de Desportos (CBD), Horácio Werner, e por um representante da Associação dos Cronistas Desportivos do Rio de Janeiro, Alysio de Hollanda Távora. Os dois ficaram estupefatos com o futebol do craque. Dias depois, Mário de Castro recebeu o comunicado. Ele deveria se apresentar no Rio de Janeiro para integrar a Seleção. Seria o reserva de Carvalho Leite, atacante do Botafogo do Rio.
| “ | Respondi que só visto a camisa do Atlético-MG. | ” |

Décadas  mais tarde admitira que talvez pudesse ir se fosse na condição de titular.
O Atlético não teve representantes na primeira Copa do Mundo, a de 1930.
Depois do mundial, Mário teve a oportunidade de jogar uma partida de futebol com Carvalho Leite. Em 30 de agosto de 1930, o Atlético recebeu o Botafogo em Belo Horizonte. O Atlético venceu por 3x2 e todos os gols do clube mineiro foram marcados por Mário de Castro. No jogo de volta, na festa de inauguração dos refletores do estádio do Botafogo, no Rio de Janeiro, em 1º de Outubro do mesmo ano, o Botafogo venceu por 6x3. Carvalho Leite, que não marcara no confronto em Belo Horizonte, fez três. Mário de Castro, dois. No final, o artilheiro do Atlético venceu o duelo por 5x3. Estava provado que Mário havia marcado mais gols que Carvalho Leite em ambas as partidas.

## "O trio maldito"

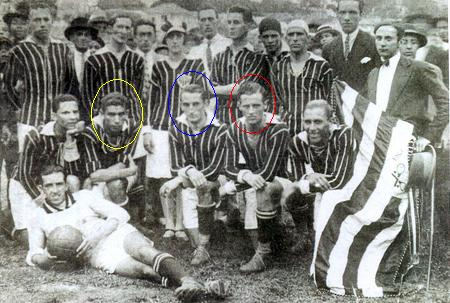
Mário de Castro, circulado de vermelho; Jairo, de azul; e Said, de amarelo formavam o "Trio Maldito" do Atlético-MG na década de 30

Em qualquer time que jogasse Mário de Castro teria feito sucesso. Mas certamente não teria brilhado com tanta intensidade se não contasse com a sorte de jogar ao lado de Jairo e de Said. Os dois eram craques superlativos.
Com sua trinca de reis e um grupo de gênios em campo, o Atlético do final dos anos 1920, início dos 1930, parecia ser um time invencível. Era forte, irremediavelmente vencedor e não guardava nenhuma semelhança com a equipe acanhada que estivera a ponto de ir a pique poucos anos antes. Juntos, para a imprensa e para os adversários, eram o "Trio Maldito". Para a massa alvinegra, nunca houve linha tão forte.

### Títulos e recordes
Títulos pelo Atlético Mineiro
- Campeonato Mineiro: 1926, 1927 e 1931.
- Torneio Início: 1928, 1931
- Taça Internacional de Belo Horizonte: 1929.

Artilharia
- Foi artilheiro do campeonato mineiro de 1926 com vinte gols, e de 1927, com 27 gols.

Outros Clubes
- Mário não jogou em nenhum outro clube de futebol.

Recorde mundial
- Numa época em que o futebol tinha um calendário tímido, com encontros em poucos finais de semana do ano, Mário de castro marcou 195 gols em 100 partidas, tornando assim o jogador profissional com a maior média de gols por partida do mundo, 1,95 por jogo.